# 180号美国国道
180号美国国道（英語：U.S. Route 180）是一条东西走向的美國國道，是80号美国国道的辅助线，经过亚利桑那州、新墨西哥州、得克萨斯州，全长1,757公里。

## 歷史
260号美国国道是60号美国国道的支線。1931年，260号美国国道建於亞利桑那的斯皮灵威尔和霍爾布魯克之間。260号美国国道先是70号美国国道的西部末端。1935年，260号美国国道延伸至新墨西哥的80号美国国道附近。1962年，整條260号美国国道成為180号美国国道的西部一部分。